# 祿勝
禄胜（?—?），宋朝记载的西州龟兹回鹘可汗。
此时龟兹虽然隶属于高昌回鹘，但也常向宋朝单独进贡，故被宋人认为是一个单独的政权。吴广成《西夏书事》等书说他是甘州回鹘可汗，此说有误。
北宋咸平四年（1001年），禄胜遣使曹萬通以玉勒名马、独峰无峰橐驼、宾铁剑甲、琉璃器来朝贡宋朝。曹万通自称自己是回鹘的枢密使，甘州回鹘东至黄河，西至雪山，有数百小郡，甲马甚精习，希望朝廷命他统领，可以抓获西平王李继迁（西夏）献给宋真宗。
宋真宗下诏给禄胜：“贼迁凶悖，人神所弃。卿世济忠烈，义笃舅甥，继上奏封，备陈方略，且欲大举精甲，就覆残妖，拓土西陲，献俘北阙。可汗功业，其可胜言！嘉叹所深，不忘朕意。今更不遣使臣，一切委卿统制。”特授曹万通左神武军大将军，赐禄胜器服。